# Czerwiec 1976

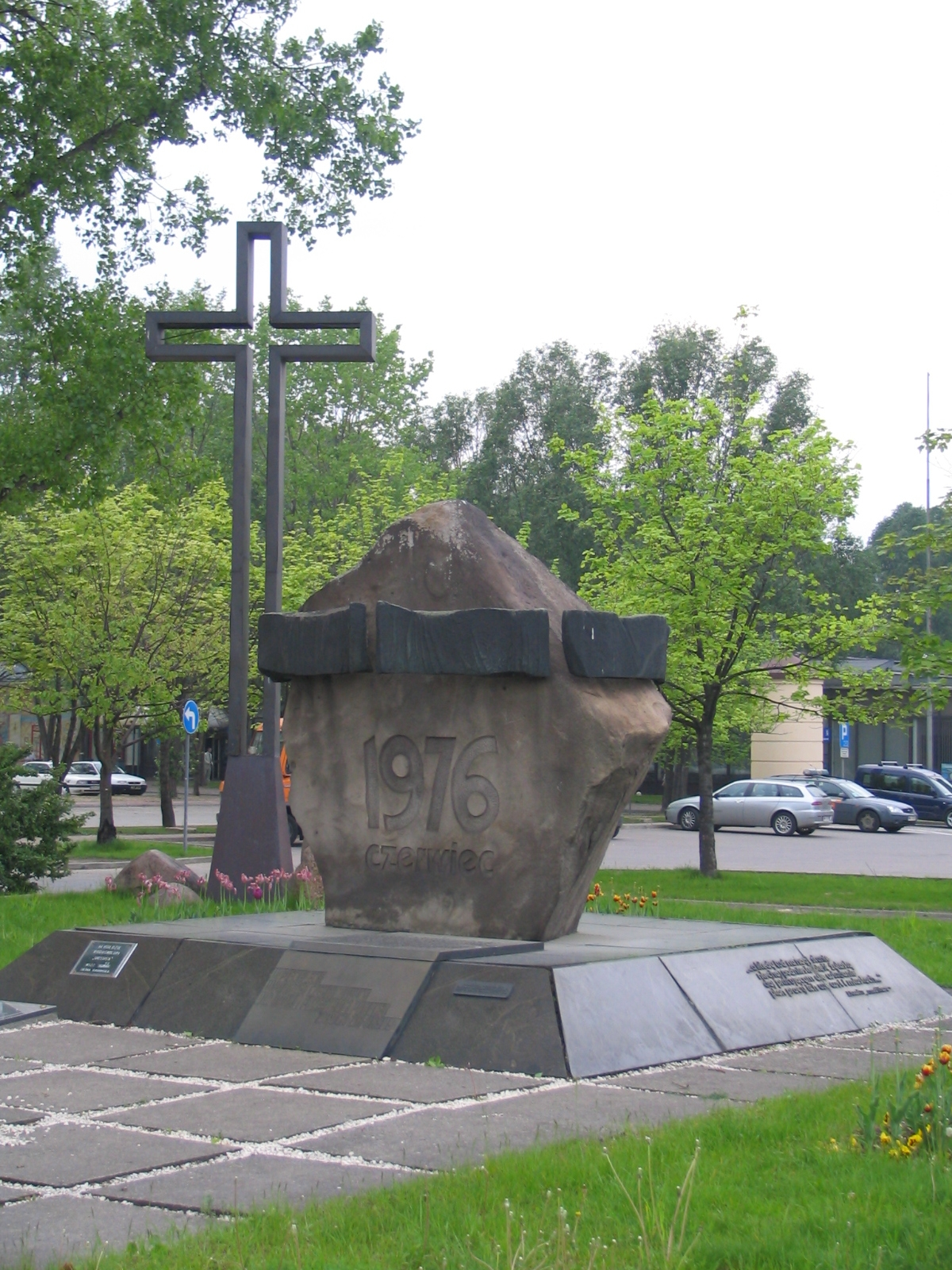
Pomnik na placu Czerwca '76 przed Urzędem dzielnicy Ursus autorstwa Leszka Nadstawnego

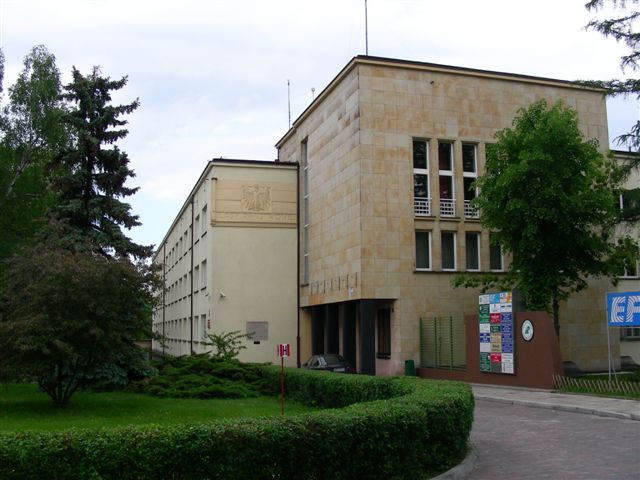
Gmach Dyrekcji Lasów Państwowych w Radomiu. W 1976 siedziba zdobytego przez manifestantów KW PZPR

Czerwiec 1976 – określenie nadane fali strajków i protestów, do których doszło w PRL pod koniec czerwca 1976, po ogłoszeniu przez rząd Piotra Jaroszewicza wprowadzenia drastycznych podwyżek cen urzędowych na niektóre artykuły konsumpcyjne.

## Przyczyny
Podczas VII zjazdu PZPR w grudniu 1975 Edward Gierek, zdając sobie sprawę ze złego stanu gospodarki spowodowanego nadmierną konsumpcją i niewspółmierną do wyników inwestycją na kredytach zagranicznych, powiedział: 

(...) problem struktury cen podstawowych artykułów żywnościowych wymaga (...) dalszej analizy (...)

Była to ukryta zapowiedź mającej nastąpić podwyżki cen. Władze PRL chciały jednak „przygotować” obywateli na mające nastąpić zmiany i rozpoczęły przystosowywanie do tego zadania całego aparatu propagandowego. Miał on przedstawić podwyższenie cen jako nieunikniony krok, spowodowany głównie „wzrostem cen na rynkach światowych”. 

### Propaganda
Na początku czerwca 1976 r. Komitet Centralny Partii wraz z grupą redaktorów naczelnych i dziennikarzy opracował kampanię propagandową towarzyszącą wprowadzaniu podwyżki. Wiadomości, komentarze oraz teksty ekonomiczne w mediach miały przygotować ludzi do zaakceptowania dużych podwyżek cen. 
W czerwcu 1976 w prasie lokalnej i ogólnopolskiej pojawiły się informacje o wysokości bezrobocia w Europie i Ameryce Północnej, kryzysie żywnościowym i wzroście cen żywności na świecie. Pojawiały się także tak kuriozalne informacje jak ta, że Islandia radzi sobie z kłopotami żywnościowymi dzięki wprowadzeniu diety rybnej („Trybuna Ludu”). KC PZPR podjął nawet decyzję o tym, by nie używać określenia „podwyżka cen”.

### Przemówienie Jaroszewicza
Bezpośrednią przyczyną strajków było przemówienie premiera Piotra Jaroszewicza. Było ono transmitowane na żywo w radiu i telewizji 24 czerwca 1976. W przemówieniu premiera informacja o podwyżkach nie padała wprost. Była ukryta zgodnie z wcześniejszymi zaleceniami Komitetu Centralnego. Podwyżki miały sięgnąć 70%. W komentarzach prasowych do wydrukowanego w prasie przemówienia próbowano tłumaczyć podwyżki, nazywając je „konsekwentną realizacją założeń polityki pogrudniowej” oraz kontynuacją postępu rozpoczętego na początku lat siedemdziesiątych.

## Operacja Lato 76
Władze komunistyczne od początku liczyły się z masowymi wystąpieniami ludności, niezadowolonej z drakońskich podwyżek cen, o czym może świadczyć wczesne powołanie sztabu ćwiczeń Lato 76, na czele którego stanął wiceminister MSW i szef SB generał Bogusław Stachura. Rozpoczęto tworzenie w komendach wojewódzkich MO specjalnych grup śledczych, których zadaniem była inwigilacja potencjalnych inspiratorów wystąpień. Wprowadzono tryb przyspieszony w postępowaniu przed sądami i kolegiami do spraw wykroczeń, przygotowano wolne miejsca w aresztach.
23 czerwca 1976 w przeddzień wystąpienia Jaroszewicza podniesiono gotowość bojową jednostek podległych MSW, rozpoczęła się właściwa faza Operacji Lato 1976.

## Przebieg
- 24 czerwca – transmisja na żywo przemówienia premiera Piotra Jaroszewicza i ogłoszenie podwyżek („nowych cen”).
- 25 czerwca – treść przemówienia pojawia się w prasie. Strajkuje 97 zakładów, m.in. w Radomiu, Ursusie i Płocku. Rząd PRL ukrył przed opinią publiczną fakt wybuchu zamieszek, nazywając je „drobnymi, chuligańskimi wybrykami”. Mimo to, szybko wycofał się z zapowiadanych podwyżek, w lęku przed rozszerzeniem się protestów na cały kraj i zaproponował rozpoczęcie „szerokich konsultacji społecznych na temat podwyżek cen i trudnościach w zaopatrzeniu”. Równolegle przeprowadzono szybką, brutalną pacyfikację strajków, nadal utrzymując że były to tylko chuligańskie wybryki. W Radomiu okradziono i zdemolowano ponad 100 sklepów. W Ursusie zatrzymano pociąg "Opolanin" prowadzony lokomotywą EP05-22, rozkręcono także szyny na międzynarodowej linii kolejowej[a]. Oddziałów milicji  celowo nie wyposażono w broń palną. Edward Gierek wydał zalecenia traktujące użycie milicji przeciwko robotnikom jako ostateczność. Według Rolickiego, tak się rzeczywiście stało, zwlekano z użyciem ZOMO do chwili, aż podpalono KW i miała miejsce grabież sklepów[2].

- 26–30 czerwca – wydarzenia radomskie – rozszerzenie się strajków na wszystkie zakłady państwowe w Radomiu w odpowiedzi na pacyfikacje i aresztowania organizatorów pierwszych strajków. Władze lokalne ogłaszają stan wyjątkowy i czasowo zamykają wszystkie zakłady. W efekcie na ulice wychodzą  tłumy mieszkańców miasta, łącznie kilkadziesiąt tysięcy ludzi, które dokonują m.in. podpalenia budynku komitetu wojewódzkiego PZPR. Strajkujący zostają  spacyfikowani przez  oddziały ZOMO, z użyciem gazu łzawiącego i armatek wodnych. Skala aresztowań osiąga znaczne rozmiary. Aresztowanych poddaje się m.in. torturom polegającym na przechodzeniu przez szpaler milicjantów tłukących aresztanta pałkami, znanej jako „ścieżka zdrowia”. Edward Gierek twierdził później, że dowiedziawszy się o tego typu praktykach nakazał natychmiastowego ich zaprzestania[2].

Według raportu sporządzonego przez MSW na potrzeby Biura Politycznego na terenie 12 województw zastrajkowało 112 zakładów, w strajkach uczestniczyło ponad 80 tysięcy osób (w tym 20 800 w Radomiu i 14 200 w Ursusie). Dramatyczny los spotkał także robotników, którzy protestowali w mniejszych zakładach pracy na prowincji. Tutaj najczęściej nie docierali emisariusze Komitetu Obrony Robotników, o represjonowanych nie mówiło się w rozgłośni Wolna Europa, a częściowa rehabilitacja nastąpiła dopiero w 1981 lub później.

## Wydarzenia późniejsze

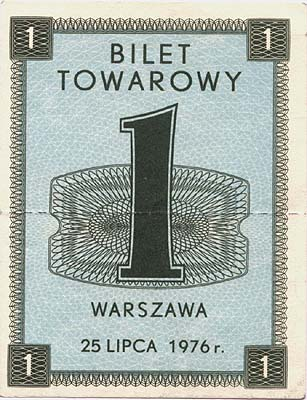
Pierwsza „gierkowska” kartka na cukier z lipca 1976

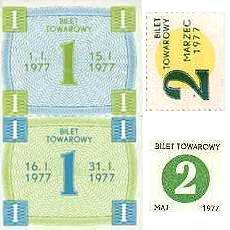
„Degradacja” wyglądu kartek na cukier (styczeń 1977)

- w Radomiu, Ursusie i Płocku: liczne aresztowania, zwolnienia z pracy, „wilcze bilety” (nieoficjalny zakaz podejmowania pracy) robotników podejrzewanych o aktywny udział w kradzieżach. Straty w Radomiu sięgały 150 milionów złotych.
- sierpień 1976 – wprowadzenie kartek na cukier
- 18 sierpnia 1976 umiera – prawdopodobnie skatowany przez SB – ksiądz Roman Kotlarz – przywódca duchowy robotników radomskich
- aktywizacja środowisk opozycyjnych:
  - List 14 – oficjalny protest pewnych członków polskiego środowiska prawników na akcje pacyfikacyjne uzasadnione językiem formalnego prawa, inicjatorem jest Jan Olszewski.
  - 23 września – założenie Komitetu Obrony Robotników, który organizował pomoc prawną i materialną dla aresztowanych robotników i ich rodzin, a następnie rozszerzył swoją działalność na szeroko rozumiane akcje opozycji, takie jak organizowanie podziemnych wydawnictw, organizowanie spotkań dyskusyjnych, prowadzenie „Uniwersytetu Robotniczego” itp., inicjatorami są: Antoni Macierewicz, Jacek Kuroń, Jan Józef Lipski.
  - 25 marca 1977 – powstanie Ruchu Obrony Praw Człowieka i Obywatela.
- 1 sierpnia 1977 – Ursus został włączony do Warszawy, stając się częścią dzielnicy Ochota.

Rząd PRL wycofał się wkrótce z podwyżek, wprowadzając rekompensaty proporcjonalne do wysokości płac, co dodatkowo napędziło inflację i przyspieszyło nadchodzące problemy gospodarcze.
W rok po protestach Rada Państwa wprowadziła w drodze dekretu uchwalonego 19 lipca 1977 (Dz.U. nr 24 poz. 102) amnestię.